# Gottschalk
Gottschalk (Godescalc, Gotteschalchus) (o. 805. – Hautvillers kraj Épernaya, 30. X. 868. ili 869.), teolog, gramatičar i pjesnik.
Roditelji su ga dali monasima od najranijeg djetinjstva (oblatus). Otac mu je bio a Saksonac, grof Bern.
Obrazovao se i živio Fuldskom samostanu, kojim je u to vrijeme upravljao opat Raban Mauro, te je prijateljevao s Walafridom Strabom i Loup de Ferrièresom. Nakon 840. Gottschalk je bio gost furlanskog markgrofa Eberharda, zeta cara Ludviga. Markgrof mu je otkazao gostoprimstvo kad je dobio vijesti da Gottschalk širi krivi nauk o predestinaciji. Gottschalk se zatim sklonio knezu Trpimiru kod kojeg je proboravio dvije godine. Zatim putuje u zemlju Bugara te se preko Panonije i Norika vraća u Mainz.
Nakon povratka optužen je za herezu. Na crkvenom saboru u Mainzu u listopadu 848. godine branio je svoj nauk. Pritom je optužio Maura za polupelagijanstvo. Gottschalk nije uspio dokazati svoju nevinost te je izručen Hinkmaru, nadbiskupu Reimsa. On saziva pokrajinski sabor 849. u Quierzyju. Na njemu se iz formalnih razloga poništava Gottschalkovo zaređenje za svećenika i osuđuje ga na bičevanje sve dok se ne odrekne svojega nauka. Gottschalk je bio prisiljen spaliti svoje rukopise. Potom je zatočen u samostanu Hautvillers.

## Vanjske poveznice
- The Gottschalk Homepage